# Праджняпараміта

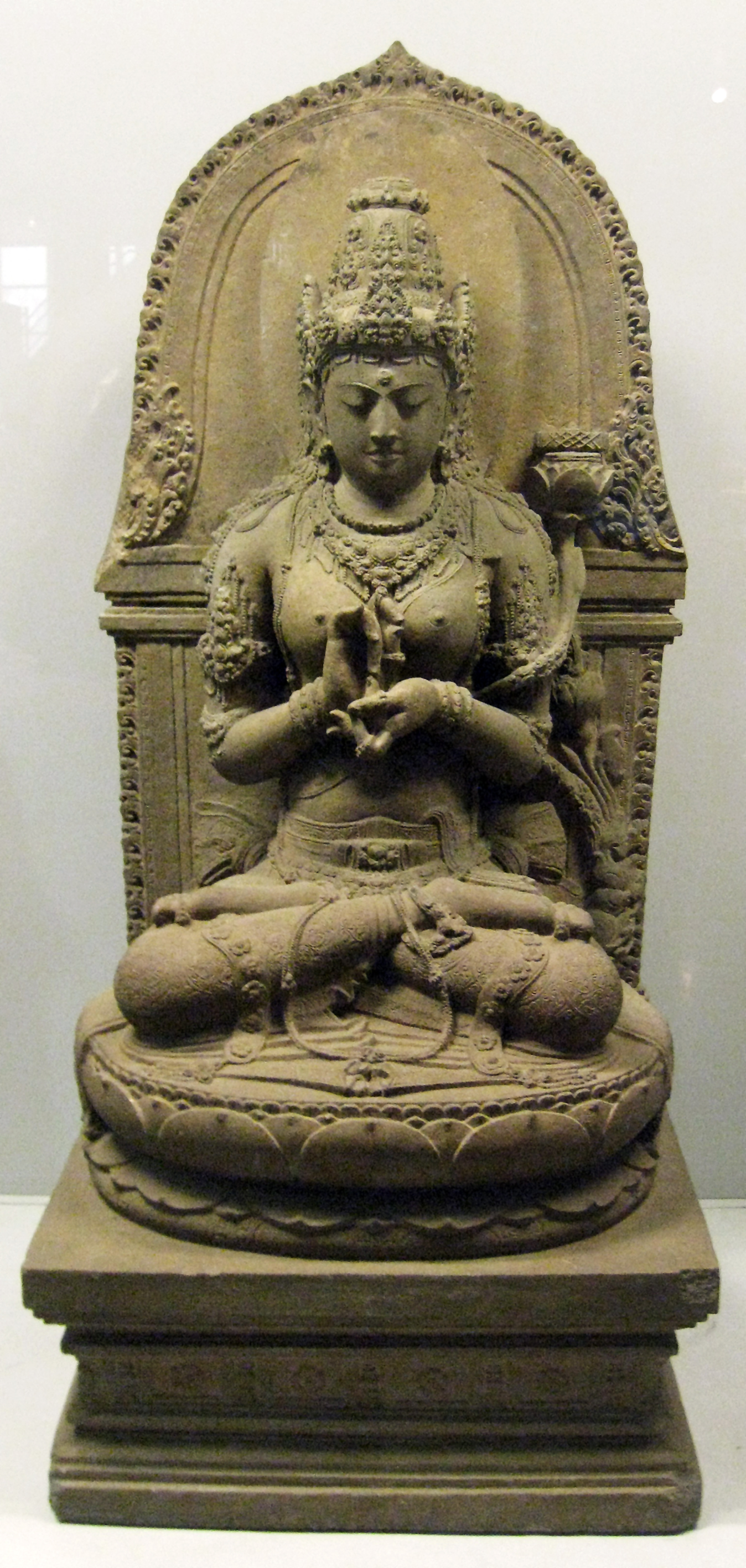
Бодгісаттва Праджняпараміта (Індонезія)

Праджняпараміта (санскр. प्रज्ञपारमिताप्रज्ञपारमिता, «позамежна мудрість» або «досконалість мудрості», кит. трад. 般若波羅蜜多, спр. 般若波罗蜜多, піньїнь: bōrě bōluómìduō, акад. Боже боломідо; монг. билэг бармид, яп. 般若波羅蜜多, ханняхарамітта) — одна з центральних концепцій буддизму Махаяни, що принципово описує доктрини дгарми та пустотності (шуньяти), уявної реальності та шляху бодгісаттв.
Ім'я Праджня-параміти (Премудрості) також носить жінка-бодгісаттва, що є феноменальним втіленням досконалої мудрості.
Найкоротшою сутрою, що в парадоксальній манері  описує Праджняпараміту, є «Праджняпараміта хрідая сутра» (Сутра Серця Праджняпараміти).

## Сутри праджняпараміти
У буддійській літературі існує кілька
сутр, що в тій чи іншій мірі описують доктрину досконалої мудрості або досконалої
праджни:
- Діамантова сутра (Ваджраччхедика праджняпараміта сутра),
- Сутра Серця (Праджняпараміта хрідая сутра),
- Аштасахасріка-праджняпараміта-сутра («Восьмитисячник про досконалість мудрості»),
- Шатасахасріка-праджняпараміта («Стотисячник про досконалість мудрості»),
- Панчавімшати-праджняпараміта («Двадцятип'ятитисячник»),
- частково збережена Аштадашасахасріка-праджняпараміта («Вісімнадцятитисячник»)[3],
- Махапраджняпараміта-сутра («Сутра великої праджняпараміти», що складається з 16 сутр)[4] та інші сутри.

Аштасахасріка-праджняпараміта-сутра, що з'явилася в I столітті до н. е., була першим текстом із серії сутр Праджняпараміти. У подальші два-три століття з'явилися доповнені варіанти Аштасахасрікі об'ємом в 25 000, 100 000, 500 000 шлок, які нічим не відрізнялися від вихідної сутри за змістом, але включають в себе додаткові розповідні елементи, повтори і описи. Після періоду доповнень почався період узагальнення і резюмування великих сутр, в ході якого з'явилися лаконічні і дуже шановані в Східній Азії Діамантова сутра і Сутра Серця Позамежної Премудрості, а також деякі інші сутри.
Вважається, що автором всіх сутр Праджняпараміти є
Будда Шак'ямуні. Згідно з традицією, коли Будда викладав дані сутри, він залишився не зрозумілим, тому сутри деякий період часу не були відомі. У той же час вважається, що бодгісаттви, які «були незримо присутні» під час проповіді, зберегли проповіді Будди, щоб викласти їх тоді, коли прийде потрібний час.

## Мантра
- ТАДЬЯТХА ОМ ҐАТЕ ҐАТЕ ПАРАҐАТЕ ПАРАСАМҐАТЕ БОДГІ СВАГА[7]
- Teyata Gate Gate Paragate Parasamgate Bodhi Soha[8][9]